# Melagaram
Melagaram es una ciudad y nagar Panchayat situada en el distrito de Tenkasi en el estado de Tamil Nadu (India). Su población es de 14535 habitantes (2011). Se encuentra a 5 km de Tenkasi y a 56 km de Tirunelveli.

## Demografía
Según el censo de 2011 la población de Melagaram era de 14535 habitantes, de los cuales 7183 eran hombres y 7352 eran mujeres. Melagaram tiene una tasa media de alfabetización del 88,60%, superior a la media estatal del 80,09%: la alfabetización masculina es del 93,52%, y la alfabetización femenina del 83,84%.